# Мрігесаварман
Мрігесаварман (д/н — бл. 485) — дхармамагараджахіраджа держави Кадамба в 475—485 роках.

## Життєпис
Син дхармамагараджахіраджи Сантівармана. Близько 460 року після смерті останнього Мрігесаварман був досить малим, тому регентом або повноцінним правителем став його стрийко Шива Мандгатрі. Владу перебрав лише бл. 475 року.
Продовжив війни з Паллавами і Західними Гангами, де мав значний успіх. Таблички Халасі описують його як «руйнівника видатного роду Ганг» і «руйнівного вогню» для Паллавів.
При цьому активно підтримував мистецтво і будівництво, сам був вченим, фахівцем з їзді на конях і слонах. Активно підтримував джайнізм, надавши володіння його прихильникам поблизу Халасі. Йому спадкував син Раві-варман.